# Лландидно (футбольний клуб)
ФК «Лландидно» (валл. Clwb Pêl-droed Llandudno) — валлійський футбольний клуб з однойменного міста, заснований у 1988 році. Виступає у Прем'єр-лізі. Домашні матчі приймає на стадіоні «Маесду Парк», потужністю 1 100 глядачів.
У сезоні 2016—2017 років Ліги Європи УЄФА клуб був учасником 1-го кваліфікаційного раунду турніру.